# 桂文春
桂 文春（かつら ぶんしゅん、本名：時枝 伸幸、1965年7月18日 - 2006年9月21日）は、和歌山県和歌山市出身の落語家。吉本興業所属。

## 人物・芸歴
高校中退後、佐川急便の運転手をやっていたが短期間でお金になるとの思いで1987年1月入門。桂文珍の弟子となり、桂 文時（かつら ぶんどき）と名乗ったが、2000年に文春に改名した。
2006年9月21日午後3時55分、気管支喘息重積発作のため東大阪市の病院で死去、41歳没。こけら落とししたばかりの天満天神繁昌亭での高座を3日後に控えての急逝であった。その2年ほど前に妻を失っており、男手1つで子供を育てるために昼は落語家、深夜はアルバイトとして働いていた。これらのことで心労が重なっていたのではないかと言われている。9月23日に葬儀・告別式が営まれ、師匠である桂文珍が喪主を務めた。